# Nagy Károly (lelkész)
Nagy Károly (Reformátuskovácsháza, 1858. augusztus 15. – Makó, 1942. november 15.) a makói református egyház nyugalmazott lelkipásztora, presbitere, a presbitérium volt lelkész-elnöke, majd örökös díszelnöke, a békés-bánáti református egyházmegye volt tanácsbírája, Csanád vármegye törvényhatósági bizottságának örökös, tiszteletbeli, közigazgatási bizottságának pedig választott tagja, királyi tanácsos, kormányfőtanácsos.

## Életpályája
Nagy János tanító, 1848-1849-as honvéd vadászfőhadnagy és Asztalos Julianna fia. A gimnáziumot Hódmezővásárhelyen, a teológiai tanfolyamot pedig Debrecenben végezte, azután egy évig esküdtfelügyelő és köztanító volt a főiskolában. Tagja volt az 1880-ban föloszlatott és kétszáz éves múltú diák tűzoltóegyletnek és elnöke a szavallati szakosztálynak. A szépirodalmi körnek rendes tagja öt évig és az általa kiadott hírlapnak rendes munkatársa volt. 1881-ben Mezőberénybe ment segédlelkésznek, és két év múlva ugyanott mint helyettes lelkész hat és fél évet töltött. Innét 1887. szeptemberben választotta meg rendes lelkésznek Mezőkovácsháza. Nagy küzdelem és fáradság között személyes gyűjtéssel híveinek teljes felszerelésű templomot és díszes lelkészlakot építtetett. 1900-ban választotta meg a makói egyház új-városrészi körlelkészének. 1895-től a békésbánáti református egyházmegye jegyzője, törvényhatósági bizottsági tag és városi képviselő. 1906-tól az újvárosi, 1909-től a belvárosi gyülekezetben szolgált. A makói függetlenségi és 48-as Kossuth-pártnak elnöke volt és mint ilyen, ünnepélyeken, népgyűléseken politikai szónoklatokat is tartott.
Sírja a makói református ótemetőben található.

### Munkássága
A szépirodalommal 16 éves kora óta foglalkozott, 1875-től tárcákat, alkalmi ódákat, verseket és elbeszéléseket írt a következő hírlapokba: Hódmezővásárhely, Vásárhelyi Lapok, Orosházi Közlöny, Magyarország és a Nagyvilág, Gondüző, Békésmegyei Közlöny (Az egyházi közalapról Nemes J. álnév alatt), Alföldi Ujság, Békés, Orosházi Közlöny, Békésmegyei Hiradó, Battonya és Környéke, Maros, Makó és Vidéke, Buziási Közlöny, Debreczen, Debreczeni Prot. Lap, Téli Ujság, Függetlenség, Ébresztő, Magyar Szó, A gyakorlati ev. ref. Papi Lexikonban (I. k. Az iskola, szellemi bölcső, beszéd 1900., Esketési beszéd, Gyászbeszéd és ima).
Álneve: Kondor Elemér, néhány verse alatt.

## Munkái
- Költemények. Debreczen, 1880.
- Emlékbeszéd és ima Szentandrási Pál mező-berényi fitanító sirköve leleplezése alkalmával. B.-Gyula, 1884.
- Ima. (Versben). Gyoma, 1889. (Rudolf trónörökös emlékére, jambusokban).
- Beköszöntő egyházi beszéd és imák. Irta s 1900. jún. 10. történt székfoglalása alkalmával elmondotta. Gyula. 1900.
- Imák és emlékbeszéd Kossuth Lajos gyászemlékünnepélyén. Ref.-Kovácsháza, 1894.
- Ujabb költemények. Makó, 1901. (Ifj. Ábrányi Kornél előszavával Ism. Vasárnapi Ujság 41. sz. sat.)

Szerkesztette a Makói Hirlapot 1902 óta.